# Ermelo (Arcos de Valdevez)
Ermelo ist ein Ort und eine ehemalige Gemeinde (Freguesia) im nordportugiesischen Kreis Arcos de Valdevez.

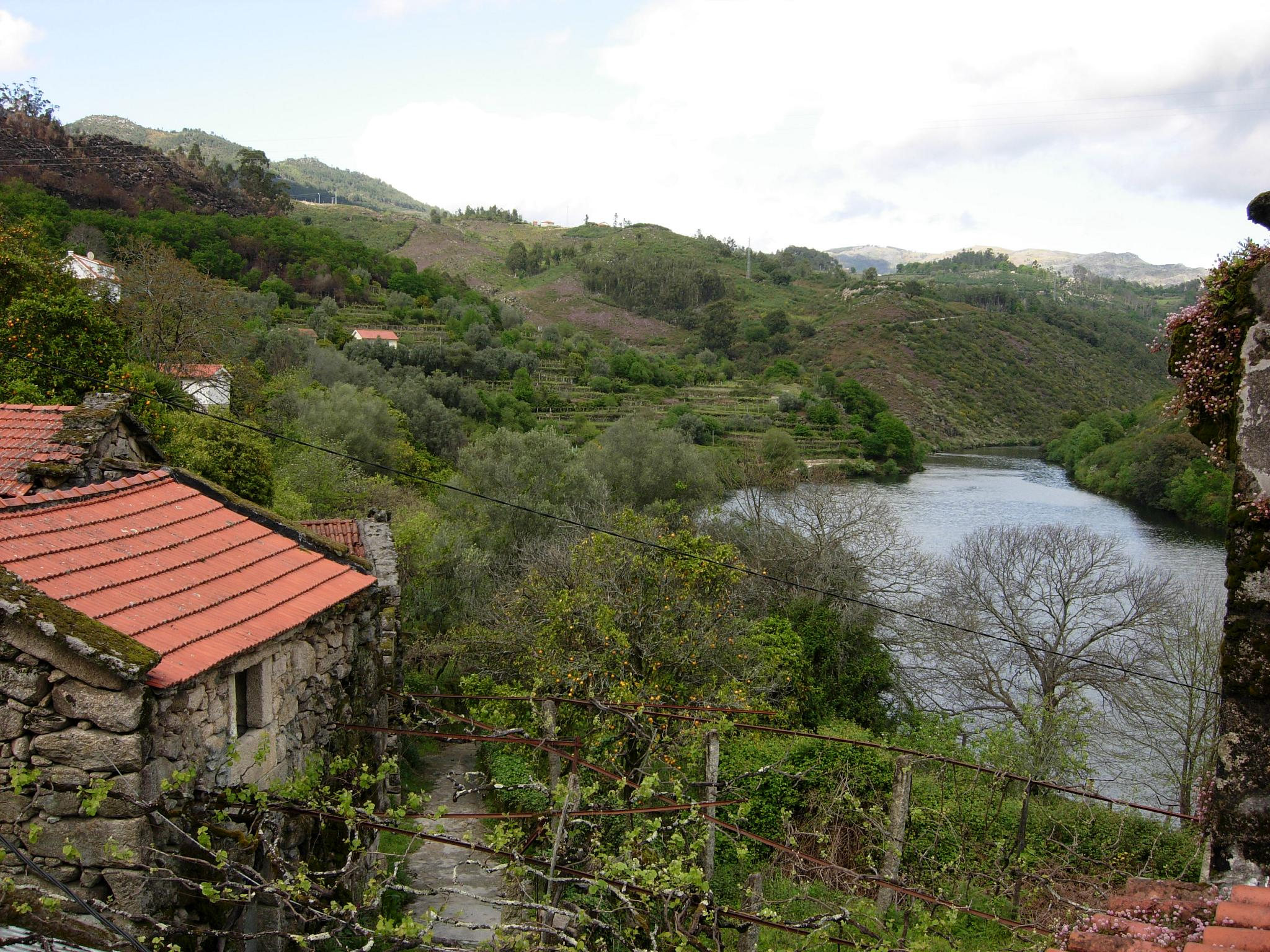
Blick auf die Ortschaft

 In der Gemeinde lebten 92 Einwohner (Stand 30. Juni 2011).
Am 29. September 2013 wurden die Gemeinden Ermelo und São Jorge zur neuen Gemeinde União das Freguesias de São Jorge e Ermelo zusammengefasst.

## Bauwerke

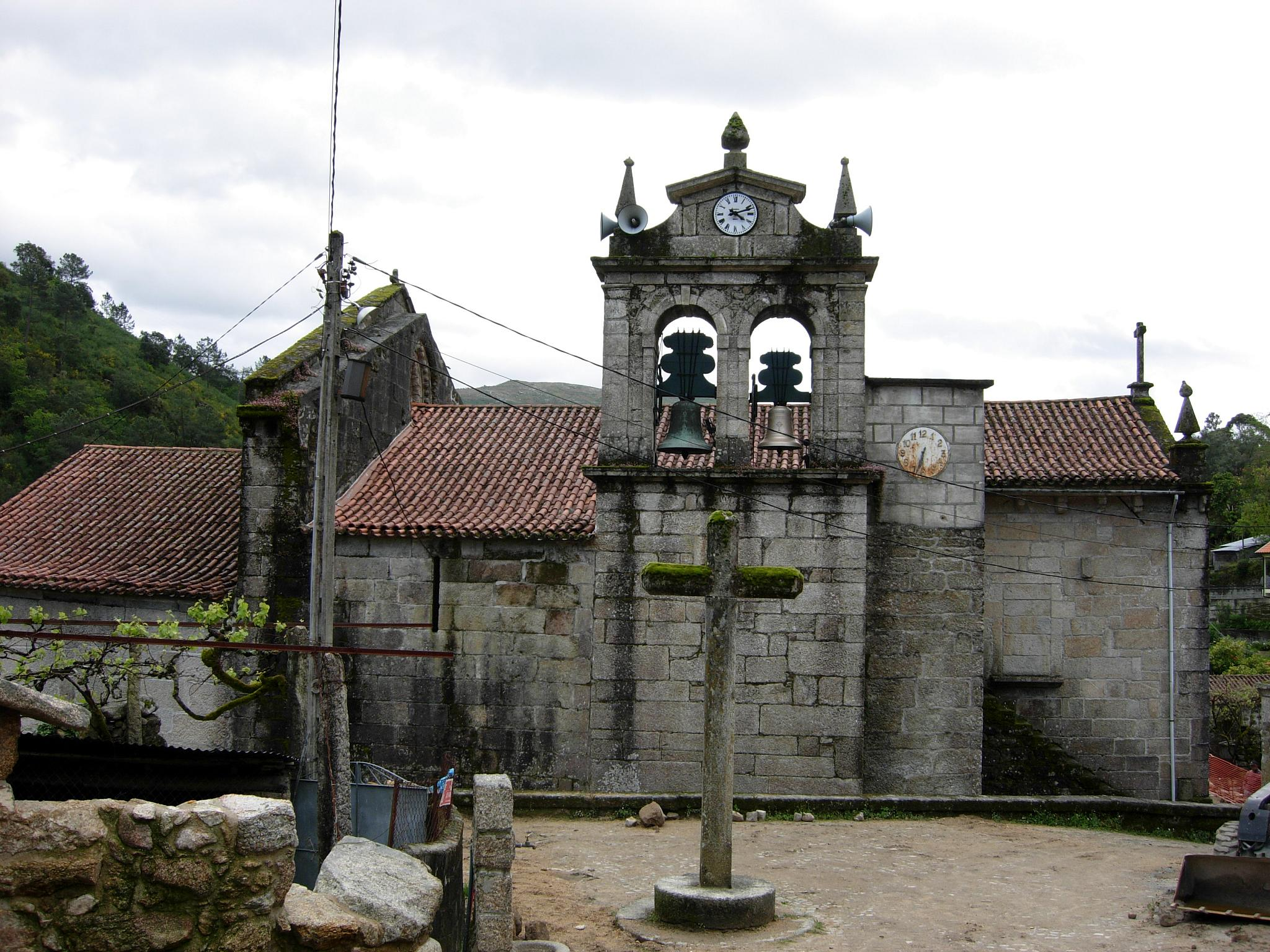
Kloster Santa María de Ermelo

- Kloster Ermelo